# Polruan
 (mars 2024).
Polruan est un village des Cornouailles, en Angleterre. Le village fait partie de la paroisse civile de Lanteglos-by-Fowey.